# 武井敬司
武井 敬司（たけい けいじ、1980年6月1日 - ）は、日本の元ラグビー選手。

## プロフィール
- 神奈川県出身[1]。
- ポジションはスタンドオフ(SO)、ウィング(WTB)、フルバック(FB)。
- 身長 174cm、体重 80kg
- 日本代表キャップは6。

## 略歴
1999年、日大藤沢高校卒業後、日本大学に入る。
2003年、日本大学卒業後、NECグリーンロケッツに加入。同年11月8日に行われたジャパンラグビートップリーグ第3節の福岡サニックスボムズ戦に途中出場で公式戦初出場を果たす。
2013年、現役を引退した。